# Arthur Sixsmith

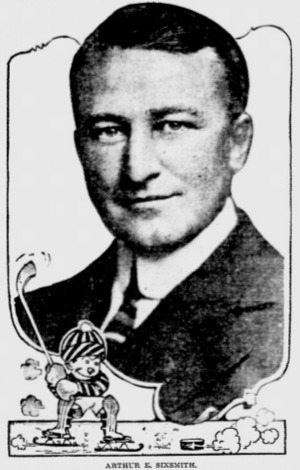
Arthur Sixsmith ca. 1915.

Arthur Egerton Sixsmith, född 27 juni 1880 i Ottawa, död 15 mars 1969 i Titusville, Florida, var en kanadensisk tidig professionell ishockeyspelare.

## Biografi
Arthur Sixsmith, som spelade på roverpositionen, inledde sin ishockeykarriär i hemstaden Ottawa där han bland annat spelade för Ottawa Hockey Club i Canadian Amateur Hockey League, CAHL. Han flyttade därefter till Pittsburgh, Pennsylvania för att spela i den semiprofessionella ligan Western Pennsylvania Hockey League, WPHL. Sixsmith representerade Pittsburgh Keystones, Pittsburgh Victorias samt Pittsburgh Bankers under sina år i WPHL. Pittsburgh Bankers var han även lagledare för under säsongen 1908–09. Åren 1904–1907, då WPHL låg nere under tre säsonger, spelade han istället för Pittsburgh Professionals i International Professional Hockey League, IPHL, samt för Portage la Prairie Cities i Manitoba Hockey Association.
Arthur Sixsmiths yngre bror Garnet Sixsmith spelade även han professionell ishockey i WPHL och IPHL.

## Statistik
Trä. = Träningsmatcher
| 1900        | Ottawa Hockey Club        | CAHL        | 1  | 0  | –  | 0  | –  | – | – | – | – | – |
| 1901        | Ottawa Hockey Club        | CAHL        | 7  | 7  | –  | 7  | –  | – | – | – | – | – |
| 1901–02     | Pittsburgh Keystones      | Trä.        | 7  | 13 | 6  | 19 | 2  | – | – | – | – | – |
|             | Pittsburgh Keystones      | WPHL        | 13 | 12 | 2  | 14 | 15 | – | – | – | – | – |
| 1902–03     | Pittsburgh Victorias      | WPHL        | 11 | 7  | 3  | 10 | 5  | – | – | – | – | – |
| 1903–04     | Pittsburgh Victorias      | WPHL        | 13 | 16 | 8  | 24 | 9  | – | – | – | – | – |
|             | Pittsburgh Victorias      | US Pro      | –  | –  | –  | –  | –  | 5 | 5 | 3 | 8 | 6 |
| 1904–05     | Pittsburgh Professionals  | IPHL        | 11 | 16 | 0  | 16 | 2  | – | – | – | – | – |
| 1905–06     | Pittsburgh Professionals  | IPHL        | 18 | 23 | 0  | 23 | 30 | – | – | – | – | – |
| 1906–07     | Portage la Prairie Cities | MHL         | 1  | 2  | 0  | 2  | 2  | – | – | – | – | – |
| 1907–08     | Pittsburgh Bankers        | WPHL        | 19 | 8  | –  | 8  | –  | – | – | – | – | – |
|             | Pittsburgh Bankers        | World Pro   | –  | –  | –  | –  | –  | 3 | 2 | – | 2 | – |
| 1908–09     | Portage la Prairie Cities | MNWHA       | 5  | 9  | –  | 9  | –  | – | – | – | – | – |
| 1908–09     | Pittsburgh Bankers        | WPHL        | 15 | 17 | –  | 17 | –  | – | – | – | – | – |
| WPHL totalt | WPHL totalt               | WPHL totalt | 71 | 60 | 13 | 73 | 29 | – | – | – | – | – |
| IPHL totalt | IPHL totalt               | IPHL totalt | 29 | 39 | 0  | 39 | 32 | – | – | – | – | – |

Statistik från Society for International Hockey Research på sihrhockey.org